# ریچارد دالیتز
 ریچارد دالیتز (انگلیسی: Richard Dalitz؛ زاده ۲۸ فوریهٔ ۱۹۲۵ درگذشته ۱۳ ژانویهٔ ۲۰۰۶) یک فیزیک‌دان اهل استرالیا بود.
وی همچنین برنده جوایزی همچون مدال پادشاهی شده است.